# RennRad (Magazin)
RennRad ist eine zehn Mal pro Jahr erscheinende Special-Interest-Zeitschrift.

## Hintergrund
Die Zeitschrift hat sich auf die Themen Rennrad, Gravelbikes, Straßenradsport, Training, Ernährung und Radmarathon spezialisiert hat. Sie erscheint in Deutschland, Österreich und der Schweiz und gehört zum Verlag BVA BikeMedia. Chefredakteur ist David Binnig.
Neben den regulären Ausgaben Magazinen werden mehrere Sonderhefte als Beileger produziert, etwa Trainingspläne für Hobbysportler.